# 56e division d'infanterie (Allemagne)
Pour les articles homonymes, voir 56e division d'infanterie.
La  56e division d'infanterie  (en allemand : 56. Infanterie-Division ou 56. ID) est une des divisions d'infanterie de l'armée allemande (Wehrmacht) durant la Seconde Guerre mondiale.

## Création
La 56. Infanterie-Division est formée en août 1939 à Dresde dans le Wehrkreis IV en tant qu'élément de la 2. Welle (2e vague de mobilisation). Elle est dissoute en septembre 1943 après avoir subi de lourdes pertes sur le front de l'Est.
L'état-major de la division est formé par l'état-major du Korps-Abteilung D, qui comprend également le divisions-Gruppe 56 formé à partir d'éléments survivants de la division.
La division est reformée le 10 septembre 1944 à partir du Korps-Abteilung D et est détruite en mars 1945 dans la poche d'Heiligenbeil en province de Prusse-Orientale. L'état-major de la division forme l'état-major de la Infanterie-Division Ulrich von Hutten.

## Organisation

### Commandants
| Date                                 | Grade                  | Commandant           |
| ------------------------------------ | ---------------------- | -------------------- |
| 1er septembre 1939 - 1er août 1940   | General der Infanterie | Karl Kriebel         |
| 1er août 1940 - 14 novembre 1940     | Generalleutnant        | Paul von Hase        |
| 15 novembre 1940 - 28 janvier 1943   | General der Infanterie | Karl von Oven        |
| 28 janvier 1943 - 1er septembre 1943 | Generalleutnant        | Otto-Joachim Lüdecke |
| 1er septembre 1943 - ?? octobre 1943 | Generalleutnant        | Vincenz Müller       |
| Reformation                          |                        |                      |
| 10 septembre 1944 - 24 mars 1945     | Generalleutnant        | Edmund Blaurock      |

## Théâtres d'opérations
- Pologne : septembre 1939 - mai 1940
- Belgique : mai 1940 - juin 1941
- Front de l'Est secteur Centre : juin 1941 - septembre 1943
  - 1941 - 1942 : opération Barbarossa
    - 22 octobre 1941 au 22 janvier 1942 : bataille de Moscou

  - 7 au 2 octobre 1943 : bataille de Smolensk (1943)
- Prusse orientale : juin 1944 - mars 1945

## Ordres de bataille
1939
- Infanterie-Regiment 171
- Infanterie-Regiment 192
- Infanterie-Regiment 234
- Aufklärungs-Abteilung 156
- Artillerie-Regiment 156
  - I. Abteilung
  - II. Abteilung
  - III. Abteilung
  - IV. Abteilung
- Pionier-Bataillon 156
- Panzerabwehr-Abteilung 156
- Nachrichten-Abteilung 156
- Versorgungseinheiten 156

1942
- Grenadier-Regiment 171
- Grenadier-Regiment 192
- Grenadier-Regiment 234
- Schnelle Abteilung 156
- Artillerie-Regiment 156
  - I. Abteilung
  - II. Abteilung
  - III. Abteilung
  - IV. Abteilung
- Pionier-Bataillon 156
- Nachrichten-Abteilung 156
- Feldersatz-Bataillon 156
- Versorgungseinheiten 156

1943
- Grenadier-Regiment 171
- Grenadier-Regiment 192
- Grenadier-Regiment 234
- Füsilier-Bataillon 156
- Artillerie-Regiment 156
  - I. Abteilung
  - II. Abteilung
  - III. Abteilung
  - IV. Abteilung
- Pionier-Bataillon 156
- Panzerjäger-Abteilung 156
- Nachrichten-Abteilung 156
- Feldersatz-Bataillon 156
- Versorgungseinheiten 156

1945
- Grenadier-Regiment 171
- Grenadier-Regiment 192
- Grenadier-Regiment 234
- Füsilier-Bataillon 56
- Artillerie-Regiment 156
  - I. Abteilung
  - II. Abteilung
  - III. Abteilung
  - IV. Abteilung
- Pionier-Bataillon 156
- Panzer-Zerstörer-Abteilung 156
- Nachrichten-Abteilung 156
- Versorgungseinheiten 156

## Décorations
Des membres de cette division ont été récompensés à titre personnel pour leurs faits de guerre:
- Agrafe de la liste d'honneur
  - 22
- Croix allemande en Or
  - 48
- Croix de chevalier de la Croix de fer
  - 21
  - 2 feuilles de chêne